# Seis de cuervos
Seis de Cuervos es una novela de fantasía escrita por la autora Leigh Bardugo publicada en 2015. La historia sigue a un grupo de ladrones y se desarrolla principalmente en la ciudad de Ketterdam. La trama se cuenta desde puntos de vista en tercera persona de seis personajes diferentes.
La novela está seguida por Reino de ladrones y es parte del Grishaverse donde está basado en Sombra y Hueso.

## Trama
Ketterdam, un desbordante foco de comercio internacional donde todo se puede conseguir por el precio adecuado, como bien sabe el prodigio criminal Kaz Brekker. A Kaz le acaban de ofrecer la oportunidad de llevar a cabo un gran robo, un arriesgado golpe que podría hacerle más rico de lo que jamás se ha atrevido a imaginar en sus sueños más salvajes. Pero no podrá llevarlo a cabo por sí solo: tendrá que reclutar a un peculiar equipo formado por un convicto, una espía, un pistolero, una Grisha, un ladrón y un fugitivo. Aunque ellos no lo saben, llegado el momento los miembros del grupo de Kaz serán los únicos capaces de salvar el mundo de la aniquilación total. Bueno, lo serán si no se matan entre ellos primero.

## Personajes principales
Kaz Brekker: Es el líder de Los Despojos, una de las bandas criminales más importantes de Ketterdam. Él sería capaz de hacer cualquier trabajo con tal de ganar dinero. Uno de sus alias es "Manos Sucias". 
Kaz tiene la piel pálida y su pelo oscuro está casi rapado por ambos lados. Según Inej; sus ojos son del color del café amargo. Tiene una mandíbula afilada y está musculoso. Tiene dos tatuajes: uno el cuervo y la copa de los Despojos en su antebrazo y una R negra en su bíceps. Kaz viste de manera simple, ropa negra ajustada, la ropa de un empresario. Él dijo una vez a Inej que llevaba ropa de empresario para ridiculizar a los empresarios respetables, que para él eran simples ladrones aunque aceptados socialmente. Lleva un bastón con la cabeza de un cuervo en el mango, que fue creada por un Fabrikator. Lleva guantes negros de piel todo el tiempo. 
Kaz es frío y despiadado. Él podría hacer cualquier trabajo si quisiera, no le frenaba nada, ni siquiera el trabajo más despreciable y sangriento que os imaginéis, es por eso que le llaman Manos Sucias. Puede llegar a ser manipulativo y conspirativo, siempre haciéndose cargo que todo estuviese bajo su control. Es por eso que es muy espabilado y siempre tiene un truco bajo la manga. Odia el contacto piel con piel, por lo que da señales de ser hafefóbico, siempre llevando guantes. Kaz raramente enseña sus emociones, y cuando lo hace, lo hace con bastante dificultad. Kaz tiene una inclinación hacia la ira y la venganza. Parecer tener una parte más "suave" con Inej, y al final de Seis de Cuervos, empieza a tener sentimientos por ella. 
Kaz tiene cojera en su pierna derecha, después de haberse caído desde un tejado. Aunque en Reino de Ladrones tuvo la oportunidad que se la curaran, decidió que no. Tiene la voz rasposa y demasiado grave, debido a la peste que cogió cuando era un niño. También tiene signos de hafefobia, la fobia a ser tocado o tocar a los demás, es por eso la razón de que siempre lleva guantes. Esto se debe que tiene TEPT (Trastorno por Estrés Post Traúmatico), ya que después de que le dieran por muertos a él y a su hermano, fueron mandados a la fosa común en el mar. Cuando Kaz se despertó, se encontró flotando junto al cuerpo muerto de su hermano mayor. También tiene una ligera fobia cuando se encuentra en sitios pequeños, casi desfalleciendo por ello.
Inej Ghafa: Inej es miembro de los Despojos, trabaja como la espía de los Despojos. Es Suli y fue criada para actuar con su familia como acróbata.
Inej tiene la piel de un marrón oscuro y el pelo oscuro, que normalmente lo lleva recogido en una trenza, pero cuando su pelo está suelto, lo tiene bastante largo. Su cuerpo es descrito como angular y esbelto. Inej suele llevar una camiseta suelta, bombachos y una túnica. Cuando trabaja para Kaz, siempre lleva una capucha. Sus ojos son de un marrón oscuro, casi negro.
Inej es conocida por ser reservada. Tiene una fuerte mentalidad y sigue sus aspiraciones sin tartamudear. Es callada y siempre sigue sus propios morales, nunca tiene miedo de expresar su opinión. Es escéptica con la mayoría de la gente, pero no es grosera, y siempre va a dar su amistad a cualquiera que haya superado las expectativas de Inej. Es muy tradicional, teniendo un fuerte sentimiento religioso, y casi siempre diciendo proverbios Suli. Se siente más segura con cuchillos encima de ella. Sus padres, al haberla enseñado el arte de la acrobacia, tiene muy buen equilibrio.Aparte, es muy buena con los cuchillos y nunca hace ruido cuando camina.
Nina Zenik: Nina es una Grisha Mortificadora que trabaja como Sastre en la Casa de Placeres de la Rosa Blanca en Ketterdam. Como soldado del Segundo Ejército de Ravka, Nina sueña con regresar a casa para luchar por su país. Pero ella tiene una promesa para establecerse en Ketterdam y permanecerá en la ciudad hasta que compense una terrible decisión. En voz alta, coqueta y con mucha opinión, Nina nunca duda en decir lo que piensa y tiene un apetito saludable por las cosas buenas de la vida. Es una actriz natural y su don para los idiomas la convierte en una adición esencial para el equipo de Kaz. 
Nina tiene el cabello largo y rizado y sus ojos son verdes. Es alta y curvilínea, descrita como una "figura decorativa tallada generosamente". Su belleza y su encanto casi la llevaron a ser una cortesana cuando llegó a Ketterdam, pero Kaz le envió a Inej para que le ofreciera un lugar con los Despojos .
Nina es atrevida, ruidosa e hilarante. Ella tiene una voz de canto terrible y le encanta disfrutar de comidas como pastel y waffles. A pesar de su capacidad para avanzar, Nina también es extremadamente encantadora e incluso forma un fuerte vínculo con Inej. Sin embargo, por encima de todos sus otros rasgos, Nina es muy leal a sus raíces de Ravkan y se considera a sí misma una soldado Grisha en el Segundo Ejército, siempre anteponiendo las necesidades de su país.
Nina es una Grisha, específicamente una Mortificadora. Ella también está dotada al saber distintos idiomas, mostrando habilidad en Shu, Kerch, Kaelish, Suli y Fjerdan (junto con el Ravkan nativo), así como también una comprensión parcial de Zemeni, muchas de estas habilidades adquiridas durante su educación en el Pequeño Palacio y perfeccionadas por su experiencia sirviendo en el Segundo Ejército. Aunque Nina no es una sanadora, tiene cierta habilidad para curarse y se las arregla para ayudar a Inej a recuperar la salud después de que la apuñalen. Ella también incursiona en el arte de la Sastrería, y utiliza sus habilidades a lo largo del viaje del grupo de los Despojos para alterar la apariencia de los miembros si es necesario.
Wylan Van Eck: Wylan es el hijo de Jan Van Eck y uno de los miembros de los Despojos. Se unió al equipo para rescatar a Bo Yul-Bayur debido a su conocimiento en demoliciones y su uso como rehén para negociar una recompensa. Aunque nadie sabe qué lo llevó a hacerlo, Wylan huyó de su cómoda vida entre las familias más ricas de Ketterdam para establecerse en los barrios marginales de la ciudad, donde apenas logró vivir.
Wylan tiene rizos pelirrojos, piel pálida y ojos azules y sus dieciséis años lo hacen el más joven del grupo. Su corta edad solo se ve acentuada por su aspecto, que lo hace parecer más joven. Matthias solía creer que tenía doce años. Se parece mucho a su padre, Jan Van Eck, pero se dice que los rizos son gracias a su madre.
Wylan es bastante considerado e inocente, a pesar de que es parte de los Dregs. Él es el más amable de los Despojos, y es muy cariñoso pero calculador. Su estatus privilegiado lo hace poco acostumbrado a la violencia; sin embargo, todavía está dispuesto a hacer daño, incluso en un momento dado. Wylan también es razonablemente tímido, a menudo habla y comenta solo si se le pide que lo haga, aunque el desarrollo de su carácter demuestra que esto se debe a que su padre lo trató con él y se volvió más confiado a medida que se vuelve más seguro de su valía. Posee una mente curiosa y contemplativa, que a menudo cuestiona cómo funcionan las cosas, como las pistolas de Jesper y el sistema de acueducto de la Corte de Hielo. Prefiere la música y los números a las palabras, ya que no puede leer debido a su dislexia. Wylan es bastante inseguro con respecto a su discapacidad. Esto también se debe al rechazo de su padre y al odio hacia él por su incapacidad para leer o escribir. No le gusta que lo comparen con un criminal, pero se enorgullece de su conocimiento sobre demoliciones. También es un químico experto, además de ser muy artístico, y experto en tocar instrumentos musicales (específicamente la flauta y el piano) y el dibujo.
Jesper Fahey: Jesper es un francotirador originario de Novyi Zem, vino a Ketterdam para estudiar en la universidad hasta que descubrió las casas de juego y se endeudó. Es un miembro notable de los Despojos y está enamorado de Wylan Van Eck. Siempre es el primero en hacer una broma para aliviar la tensión o esconder sus verdaderos sentimientos.
Jesper es de nacionalidad zemení y tiene piel marrón oscura. Siempre lleva consigo sus pistolas con mango de perla, donde quiera que vaya. Inej Ghafa, lo describe como "largo y delgado", especialmente sin sus pistolas, y comentó cómo se veía como un pájaro de extremidades perversas. Jesper tiene ojos grises porque su padre es de las Islas Errantes.
Jesper es un jugador. Ingenioso y sarcástico, pero es amigable cuando quiere serlo. A pesar de que tiene buenas intenciones, a veces puede ser flojo. És de buen carácter, arrogante y burlón. Cuando se siente abrumado, se apoya en sus pistolas para evitar inquietarse. Debido a la imprudencia que proviene de no usar sus poderes de Grisha, su impulsividad a veces lo lleva a tomar malas decisiones. Debido a esto, se siente como un error y tiene baja autoestima.
Jesper es un Grisha, específicamente un Fabricador, también conocido como Durast. En Novyi Zem, a los Grisha se le conoce como zowa, que significa "bendito". Sin embargo, no ha sido entrenado, por lo que sus poderes no se han perfeccionado adecuadamente y son más bien débiles. También es un talentoso francotirador pero Wylan cree que la razón por la que sea tan bueno es porque usa sus poderes para guiar sus balas.
Matthias Helvar: Matthias es un ex Drüskelle de Fjerda. Fue encarcelado en Hellgate por ser un traficante de esclavos hasta que Kaz Brekker, Inej Ghafa y Nina Zenik lo rescataron para obligarlo a unirse a su búsqueda para rescatar a Bo Yul-Bayur. Matthias perdió a su familia en un ataque de Grisha a una edad temprana y su prejuicio contra los portadores de magia de Ravka es profundo.
Matthias es muy musculoso, alto, con el distintivo cabello rubio y ojos azul hielo de la gente de Fjerdan. Antes de ser arrojado a Hellgate, Matthias usaba el cabello largo y tenía la piel dorada. Sin embargo, debido a su año en prisión, se puso pálido, tiene el cabello corto y está cubierto de heridas y cicatrices. El año en confinamiento en Hellgate lo volvió frío, brutal, odioso e implacable, y su única voluntad de seguir viviendo fue su deseo de venganza contra la mujer que lo traicionó. Incluso después de escapar, Matthias está más enojado y más frío de lo que estaba originalmente con Nina. El tiempo que pasó con los Despojos lo hizo más relajado y más genuino, pero todavía fue distante y de mal genio, especialmente con aquellos que no conocía.

## Adaptaciones
En enero de 2019, Netflix autoriza una serie de ocho episodios basados en Sombra y Hueso ((The Grisha Trilogy Book 1) y Seis de Cuervos con Eric Heisserer como showrunner. Leigh Bardugo también está participando como un productora ejecutiva. La producción empezó en octubre de 2019.